# Aus dem Tagebuch eines Minderjährigen
Aus dem Tagebuch eines Minderjährigen ist eine deutsche Fernsehserie des Deutschen Fernsehfunks. Die unter der Regie von Klaus Gendries entstandene siebenteilige Serie basiert auf Kurt Davids 1964 im Eulenspiegel-Verlag erschienenem Erzählungsband Freitags wird gebadet. Sie wurde als Auftragsproduktion im DEFA-Studio für Spielfilme realisiert und ab September 1965 erstmals gezeigt. Als Kameramann agierte Wolfgang Pietsch, als Filmkomponist Rolf Kuhl und als Dramaturg Manfred Dorschan. Die Ausstrahlungen der ca. 25-minütigen Folgen der Serie fanden meist mittwochs 20 Uhr statt. Lediglich Folge 3 am Freitag, Folge 6 am Dienstag und Folge 4 aus Jugendschutzgründen um 21 Uhr.

## Inhalt
Die Serie handelt von einem Minderjährigen, der auf dem Dachboden jeden Tag in sein Tagebuch schreibt. So beschreibt er unter anderem jeden Freitag in seinem Tagebuch, wie sein Vater in die Badewanne steigt.

## Episodenliste
| Nr. | Originaltitel     | Erstausstrahlung D | Regie          | Drehbuch   |
| --- | ----------------- | ------------------ | -------------- | ---------- |
| 1   | Der Schwindel     | 8. Sep. 1965       | Klaus Gendries | Kurt David |
| 2   | Die Bluse         | 22. Sep. 1965      | Klaus Gendries | Kurt David |
| 3   | Der Guckofen      | 8. Okt. 1965       | Klaus Gendries | Kurt David |
| 4   | Das Wort          | 20. Okt. 1965      | Klaus Gendries | Kurt David |
| 5   | Der Ziegenwilhelm | 3. Nov. 1965       | Klaus Gendries | Kurt David |
| 6   | Der Spitzname     | 16. Nov. 1965      | Klaus Gendries | Kurt David |
| 7   | Der Alkohol       | 1. Dez. 1965       | Klaus Gendries | Kurt David |